# Primula diantha
Primula diantha là một loài thực vật có hoa trong họ Anh thảo. Loài này được Bureau & Franch. miêu tả khoa học đầu tiên năm 1891.